# Frumoasa (sit SCI)
Frumoasa este o arie protejată (arie specială de conservare — SAC, sit de importanță comunitară — SCI) din România, desemnată în scopul protejării biodiversității și menținerii într-o stare de conservare favorabilă a florei spontane și faunei sălbatice, precum și a habitatelor naturale de interes comunitar aflate în arealul zonei de protecție. Aceasta este situată în sudul Transilvaniei (la interferența cu ținutul istoric al Olteniei), pe teritoriile administrative ale județelor Alba, Hunedoara, Sibiu și Vâlcea.

## Localizare
Aria naturală ocupă teritoriul sudic al județului Alba (Cugir, Pianu, Șugag), sud-estic al județului Hunedoara (Beriu, Orăștioara de Sus, Petroșani, Petrila), sud-vestic al județului Sibiu (Cisnădie, Boița, Cristian, Gura Râului, Jina, Orlat, Poplaca, Rășinari, Râu Sadului, Sadu, Săliște, Tălmaciu, Tilișca) și cel nordic al județului Vâlcea (Brezoi, Câineni, Malaia, Voineasa). Aceasta este străbătută de Transalpina (DN67C) și mărginită în extremitatea estică de drumul național DN7 (care leagă municipiul Râmnicu Vâlcea de Sibiu).

## Înființare
Zona a fost declarată sit de importanță comunitară prin Ordinul Ministerului Mediului și Dezvoltării Durabile Nr.1964 din 13 decembrie 2007 (privind instituirea regimului de arie naturală protejată a siturilor de importanță comunitară, ca parte integrantă a rețelei ecologice europene Natura 2000 în România) și se întinde pe o suprafață de 137.256,1 hectare. Situl a fost protejat și ca arie specială de conservare în mai 2022.
Situl reprezintă o zonă naturală (păduri de conifere, păduri de foioase, păduri în amestec, păduri în tranziție, tufișuri, tufărișuri, pajiști naturale, stepe) încadrată în bioregiunea alpină a grupei montane Șureanu-Parâng-Lotrului, ce aparține lanțului carpatic al  Meridionalilor. Acesta include rezervațiile naturale: Iezărele Cindrelului, Masa Jidovului, La Grumaji, Șuvara Sașilor, Stânca Grunzii, Jnepenișul Stricatul, Sterpu-Dealul Negru, Cristești și Parcul Natural Cindrel.

## Geologie și geomorfologie
Din punct de vedere geomorfologic situl cuprinde trei masive importante ale Carpaților Meridionali (Munții Cindrel, Munții Lotrului și Munții Șureanu); formațiuni geologice alcătuite în cea mai mare parte din șisturi cristaline (suprapuse peste roci magmatice de granit și metamorfice de gneiss) și calcare atribuite jurasicului. Culmea estică a Munților Șureanu prezintă un microrelief carstic format în urma topirii ghețarilor (proces desfășurat cu milenii în urmă); depresiune circulară (căldare) ce adăpostește trei lacuri de origine glaciară (Iezerul Mare, Iezerul Mic și Iezerul Șureanu). Situl prezintă un relief ce alternează între abrupturi stâncoase în Munții Parâng și culmi domoale în Munții Cindrel (Ouăjoara - Foltea - Strâmba Mare, Șerbota - Gungurezu - Oașa Mare, Niculești - Bătrâna - Măgura Cisnădiei); vârfuri (Cindrel 2.245 m, Șteflești 2.242 m), circuri glaciare, platouri (Șerbota - Frumoasa - Cindrel), depresiuni de netezire (Garnovita, Borăscu) și văi.

## Climă
Clima grupări montane Șureanu-Parâng-Lotrului este una temperat-continentală, caracterizată prin valori medii anuale cuprinse între 3-4 °C în vârfurile cele mai înalte, pe culmi și creste; și 4-7 °C în depresiuni și luncile văilor. Temperatura medie a lunii iulie se încadrază între 11 și 14 °C iar cea a lunii ianuarie este de 6-7 °C. Vânturile predominante sunt cele nord-vestice. Cantitatea multimedie anuală de precipitații (ploi, grindină, ninsori) este cuprinsă între 500 mm în depresiuni, atingând 1000 mm pe vârfuri.

## Hidrografie
Apele de suprafață ale sitului aparțin marilor bazine hidrografice ale râurilor:
• Sebeș (până la vărsarea în lacul Oașa acesta fiind cunoscut sub denumirea de Valea Frumoasei) cu afluenții: Tărtărău, Curpătu, Sălănele, Smida, Valea Mare;

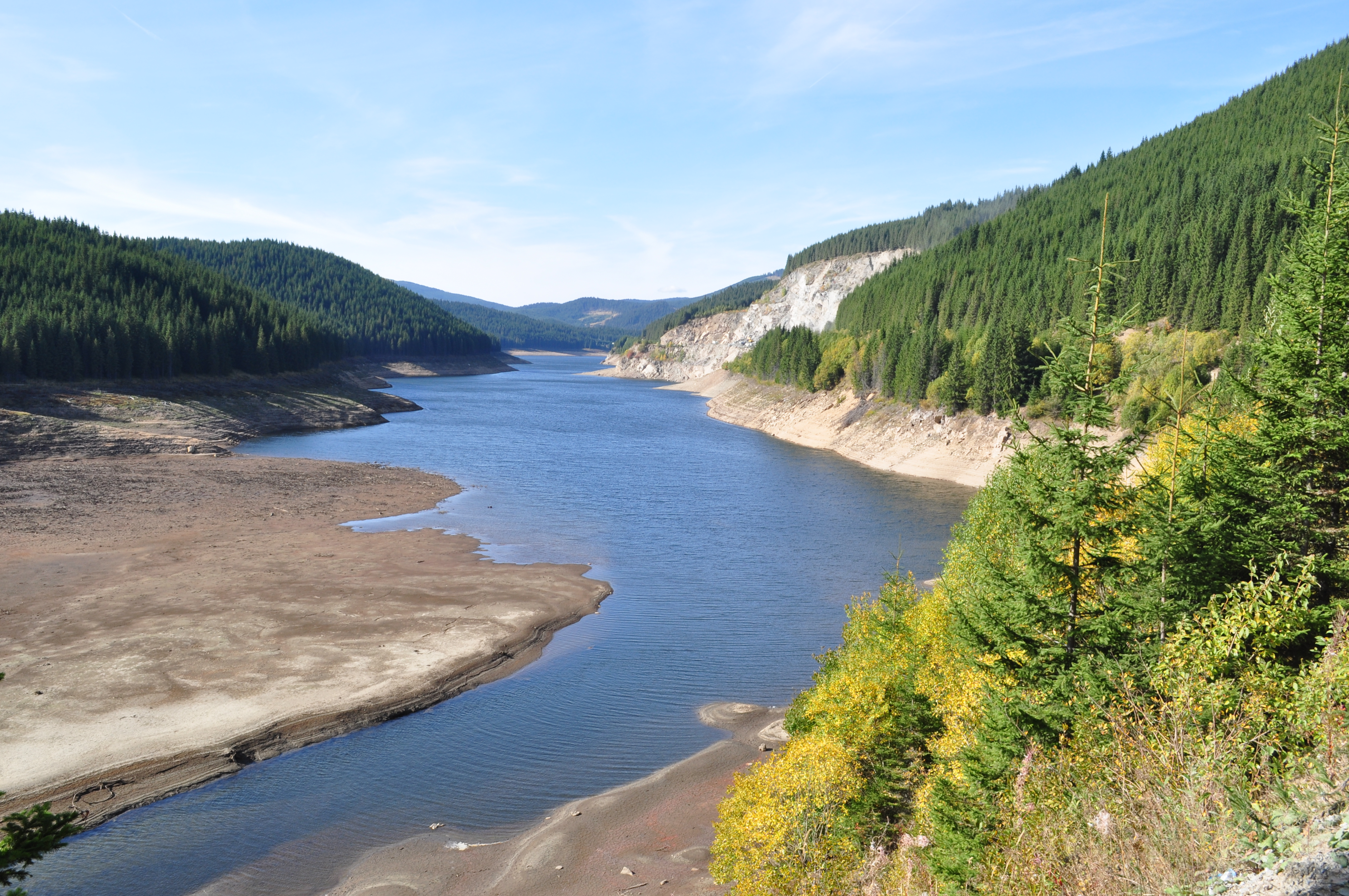
Lacul Oașa

• Sadu cu afluenții: Cânaia, Șerbănei, Rozdești, Dușa Mijlocie, Dușa Mică, Bătrâna Mare, Bătrâna Mică, Valea Groșilor, Valea Cândii, Valea Șesului, Valea Pinului, Valea Vârjoghii, Valea Bonții, Ciupari, Valea Hotarelor, Cârligele, Pârâul Rece, Valea Casei, Conțu, Valea Vălcii, Negovanu, Valea Pitarului,  Valea Doamnei, Sădurel, Valea lui Ivan, Drăgăneasa, Valea lui Roman, Puntea, Mancu, Prejba, Pop, Obrești, Râul Lacului, Valea Plaiului, Juvertul, Mesteacănu, Varul, Priboiul.
• Cibin cu cele două brațe (râul Mare și Râul Mic); Cugir (cu afluenții Râul Mic, râul Strei și Sasul); Lotrioara (cu afluenții Valea Ursului și Sterpu) și bazinul superior al Lotrului.
Pe suprafața teritorială a sitului se află trei lacuri de acumulare: Barajul Oașa (lac de acumulare executat pe râul Sebeș), Barajul Negovanu (pe râul Sadu), Barajul Vidra (pe râul Lotru); precum și câteva lacuri de origine glaciară (Iezerul Șurianul, Iezerul Mare, Iezerul Mic).

## Biodiversitate
Aria naturală „Frumoasa” a fost desemnată ca sit Natura 2000 în scopul conservării biodiversității și menținerii într-o stare de conservare favorabilă a florei și faunei sălbatice, precum și a habitatelor de interes comunitar aflate în arealul grupării montane Șureanu-Parâng-Lotrului. 

### Habitate
Aria protejată dispune de 16 tipuri de habitate naturale; astfel: Păduri acidofile de Picea abies din regiunea montană (Vaccinio-Piceetea); Păduri de fag de tip Luzulo-Fagetum; Păduri dacice de fag de tip Symphyto-Fagion; Păduri de fag de tip Asperulo-Fagetum; Păduri aluviale cu Alnus glutinosa și Fraxinus excelsior (Alno-Padion, Alnion incanae, Salicion albae); Tufărișuri cu Pinus mugo și Rhododendron myrtifolium; Tufărișuri alpine și boreale; Tufărișuri cu specii sub-arctice de Salix; Tufărișuri subcontinentale peri-pontice; Fânețe montane; Pajiști boreale și alpine pe substrat silicios; Pajiști montane de Nardus bogate în specii pe substraturi silicioase; Pajiști cu Molinia pe soluri calcaroase,  turboase sau argiloase (Molinion caeruleae); Comunități de lizieră cu ierburi înalte higrofile de la nivelul câmpiilor, până la cel montan și alpin; Turbării active și Versanți stâncoși cu vegetație chasmofitică pe roci silicioase.

### Faună
La baza desemnării sitului se află o gamă diversă de specii faunistice, dintre care unele protejate prin Directiva Consiliului European 92/43/CE din 21 mai 1992 (privind conservarea habitatelor naturale și a speciilor de faună și floră sălbatică) sau aflate pe lista roșie a IUCN.

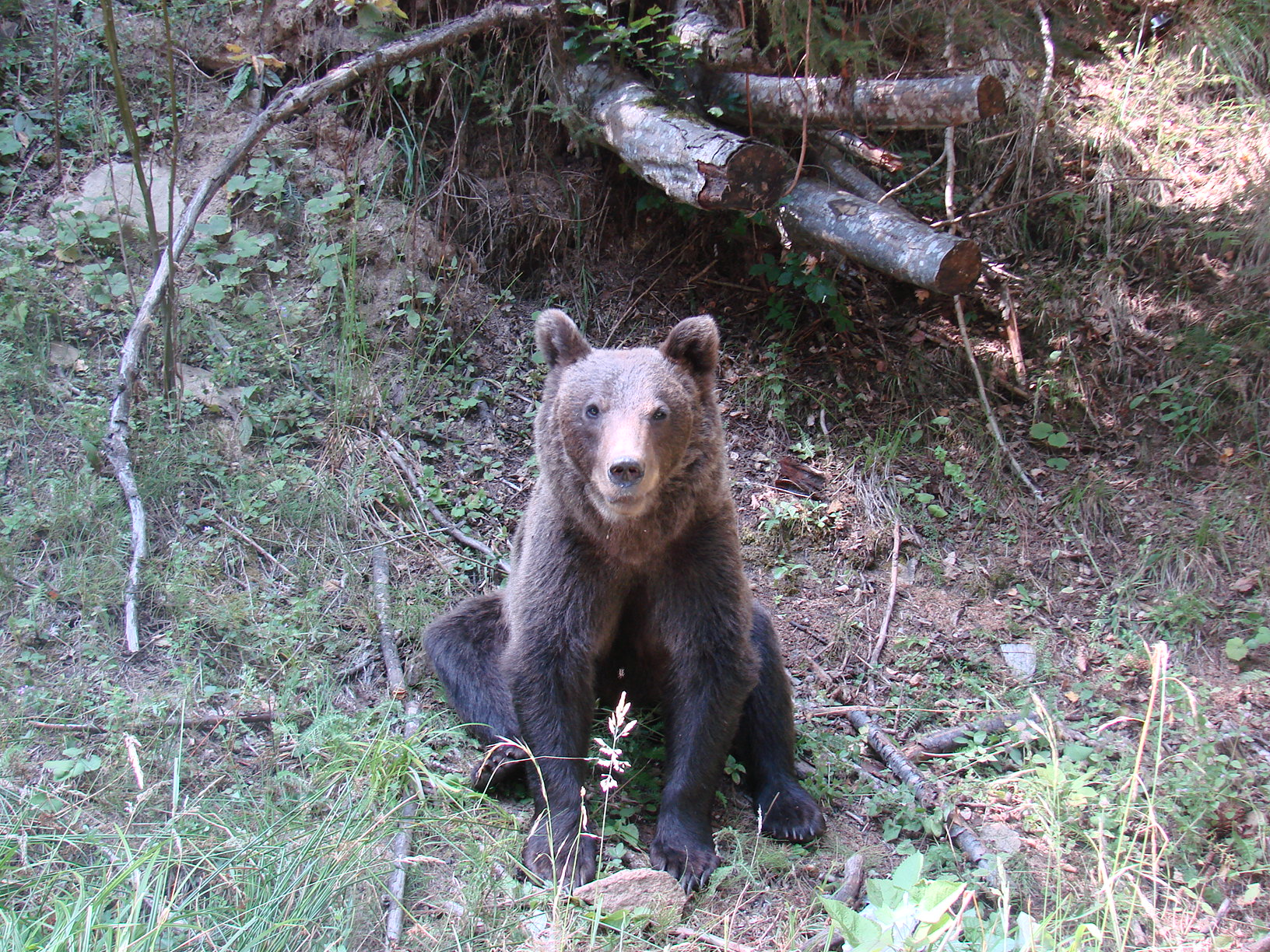
Urs brun (Ursus arctos)

Mamifere cu specii de: urs brun (Ursus arctos), cerb (Cervus elaphus), căprioară (Capreolus capreolus), lup cenușiu (Canis lupus), mistreț (Sus scrofa), vulpe (Vulpes vulpes), râs eurasiatic (Lynx lynx), vidră de râu (Lutra lutra), veveriță (Sciurus carolinensis), iepure de câmp (Lepus europaeus);
Păsări protejate la nivel european prin Directiva CE nr. 147 (anexa I-a) din 30 noiembrie 2009 (privind conservarea păsărilor sălbatice): cocoșul de mesteacăn (Bonasa bonasia), potârniche de tundră (Aegolius funereus), ciuvică (Glaucidium passerinum), caprimulg (Caprimulgus europaeus), ciocănitoare de munte (Picoides tridactylus), ciocănitoare neagră (Dryocopus martius), ciocănitoare cu spate alb ( Dendrocopos leucotos), muscar (Ficedula parva), muscar-gulerat (Ficedula albicollis), huhurez mare (Strix uralensis) sau cocoșul de munte (Tetrao urogallus); specii de păsări aflate la baza desemnării în anul 2007 a sitului Frumoasa (130.980 ha) ca arie de protecție specială avifaunistică. 
Reptile și amfibieni: vipera cu corn (Vipera ammodytes), vipera comună (Vipera berus), șarpele de alun (Coronella austriaca), șarpele de apă (Natrix tessellata ), șarpele orb (Anguis fragilis), șarpele lui Esculap (Elaphe longissima), șopârla de ziduri (Podarcis muralis), șopârla de câmp (Lacerta agilis), salamandra de foc (Salamandra salamandra), tritonul cu creastă (Triturus cristatus), tritonul de munte (Triturus alpestris), ivorașul-cu-burta-galbenă (Bombina veriegata), broasca râioasă brună (Bufo bufo) și brotacul-verde-de-copac (Hyla arborea);
Pești din speciile: zglăvoacă (Cottus gobio), mreană vânătă (Barbus meridionalis petenyi), chișcar (Eudontomyzon danfordi);
Nevertebrate protejate semnalate în arealul sitului: gândacul auriu (Buprestis splendens), croitorul mare al stejarului (Cerambyx cerdo), croitorul alpin (Rosalia alpina), un gândac din specia Pseudogaurotina excellens, cosașul transilvan (Pholidoptera transsylvanica) și două libelule: Cordulegaster heros (calul-dracului) și Ophiogomphus cecilia; 
Situl asigură condiții de viețuirea pentru cinci specii rare de fluturi: Lycaena dispar (fluturele purpuriu), Parnassius mnemosyne (apolonul negru), Nymphalis vaualbum (fluturele țestos), Callimorpha quadripunctaria (fluturele tigru), Euphydryas aurinia (fluturele auriu).

### Floră
Flora lemnoasă are în componență arbori și arbusti cu specii de: fag (Fagus sylvatica), gorun (Quercus petraea), stejar (Quercus robur), carpen (Carpinus betulus), paltin de munte (Acer pseudoplatanus), arțar (Acer platanoides), tei (Tilia cordata), frasin (Fraxinus excelsior), jugastru (Acer campestre), mesteacăn (Betula pendula), ulm (Ulmus glabra), arțar (Acer platanoides), zâmbru (Pinus cembra), tisă (Taxus baccata), pin de pădure (Pinus sylvestris), jneapăn (Pinus mugo) sau ienupăr (Juniperus communis), păducel (Crataegus monogyna), soc (Sambucus nigra), alun (Corylus avellana), zmeur (Robus idaeus), măceș (Rosa canina, afin (Vaccinum myrtillus L.), afin-vânăt (Vaccinium uliginosum).

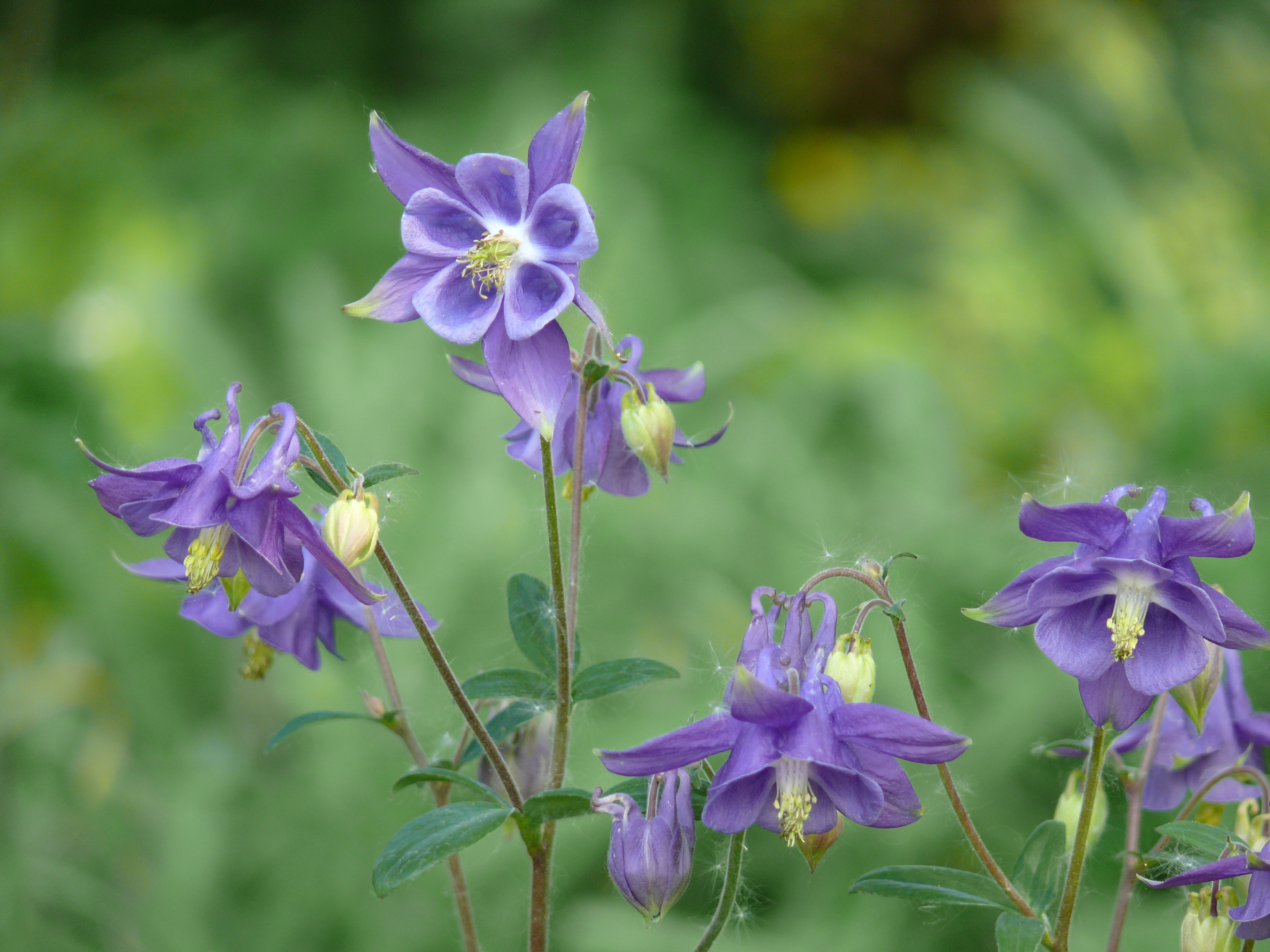
Căldărușă (Aquilegia vulgaris)

La nivelul ierburilor sunt întâlnite mai multe rarități floristice; printre care șase specii protejate prin aceeași Directivă 92/43/CE din 21 mai 1992, a Consiliului European (anexa I-a); astfel: clopoțelul de munte (Campanula serrata) și iarba-gâtului (Tozzia carpathica), precum și patru specii rare de mușchi (Buxbaumia viridis, Drepanocladus vernicosus, Dicranum viride și Meesia longiseta). 
Alte specii rare din flora spontană a sitului:  bujor de munte (Rhododendron kotschyi), usturoi siberian (Allium sibirium L.), ghințură (Gentiana punctata), veronică (Veronica baumgartenii), căldărușă (Aquilegia vulgaris și Aquilegia nigricans), angelică (Angelica archangelica), clopoței de munte (Campanula alpina), bulbuc de munte (Trollius europaeus), chimionul țapului (Laserpitium krapfii), volovatic (Swertia punctata), capul-călugărului (Leontondon croceus), șopârliță (Veronica bellidioides), orhidee (Dactylorhiza cordigera), cupă (Gentiana kochiana), omag (Aconitum lycoctonum ssp. moldavicum), ghiocel (Galanthus nivalis), talpa-ursului (Heracleum  palmatum), limba cucului (Botrychium matricariifolium), bulbucul de baltă (Caltha palustris), arnică (Arnica montana), stupitu-cucului (Cardamine amara), ruginare (Andromeda polifolia), garoafă (Dianthus glacialis ssp. gelidus), gălbenuș (Crepis conyzifolia), iarba câmpului (Agrostis vinealis), rogoz (cu specii de: Carex capillaris, Carex nigra, Carex diandra, Carex limosa).

### Ciuperci

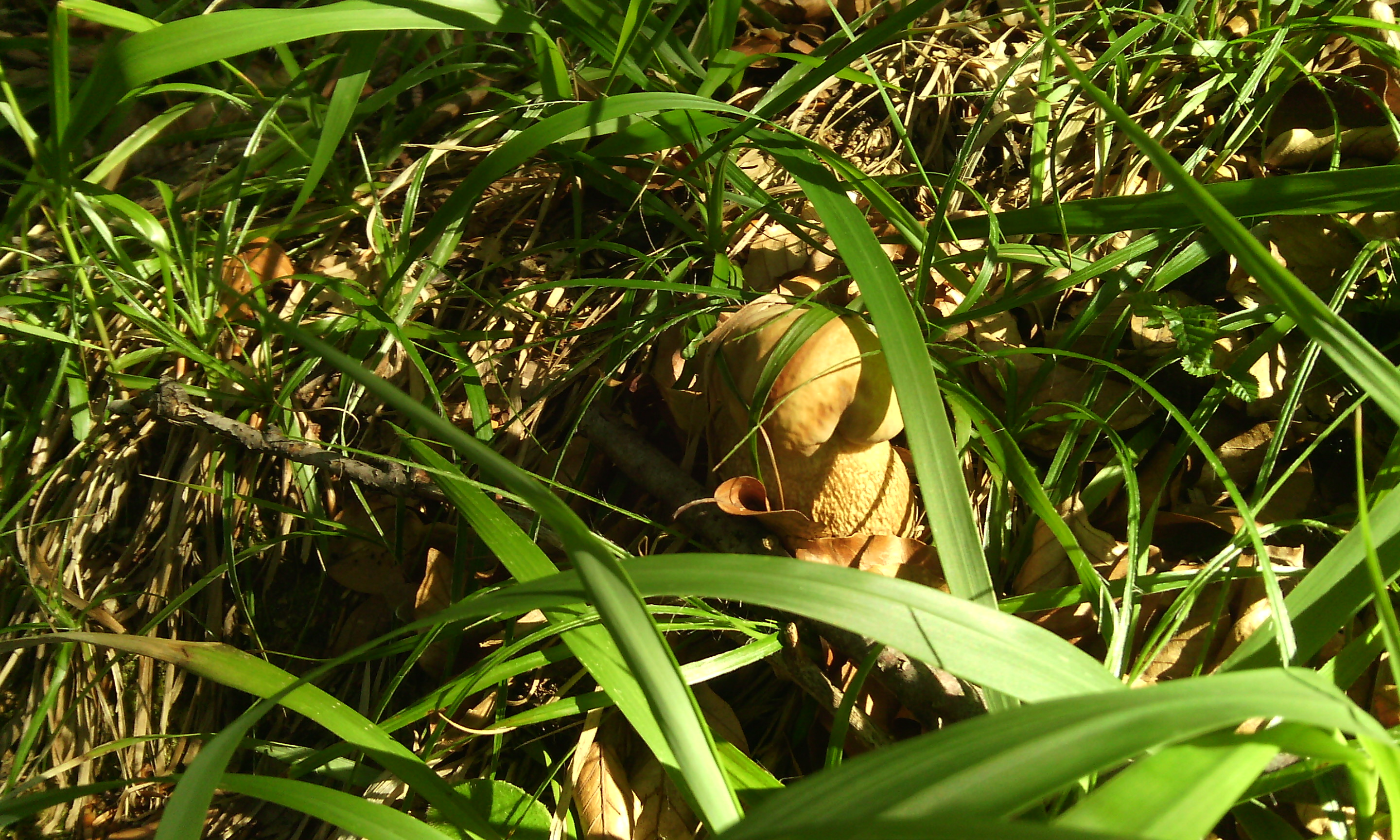
Hrib (Boletus edulis)

Pe suprafața teritorială a sitului vegetează o gamă diversă de ciuperci; dintre care: vinețică (Russula virescens), ciupercă de pădure (Agarius silvatica), roșcovul de brad (Lactarius deliciosus), iuțari (Lactarius piperatus), creasta cocoșului (Ramaria botrytis), gălbiori (Cantharellus cibarius), ghebe (Armillaria mellea), hrib (Boletus edulis), buza caprei (Boletus subtomentosus), hrib pucios (Boletus aereus), ciupercă de bălegar (Agaricus campestris), ciupercă de câmp (Agaricus arvensis), crăițe (Amanita caesarea), păstrăv de fag (Pleurotus ostreatus), piciorul-căprioarei (Macrolepiota procera), oiță (Russula virescens), hulubiță (Russula aurea sin. aurata), laba ursului (Ramaria aurea sin. Clavaria aurea), buretele cu perucă (Coprinus comatus), pâinișoară (Russula alutacea), zbârciog țuguiat (Morchella conica), trufă neagră franceză (Tuber melanosporum), zbârciog galben (Morchella esculenta); toate incluse în lista ciupercilor comestibile din flora spontană a României (Ministerului Agriculturii, Pădurilor și Dezvoltării Durabile - Ordinul 246/2006).

## Căi de acces
- Drumul național DN7 pe ruta: Sibiu - Șelimbăr - Veștem - Tălmaciu - drumul județean DJ105G până la Rezervația Cristești.
- Drumul european E81 (DN7) pe ruta: Râmnicu Vâlcea - Călimănești - Căciulata - Balota - Câinenii Mari.

## Monumente și atracții turistice
În vecinătatea sitului se află numeroase obiective de interes istoric, cultural și turistic; astfel:
În județul Alba:
- Biserica de lemn „Cuvioasa Paraschiva” din Pianu de Sus, construcție 1761, monument istoric.
- Biserica evanghelică-luterană din Pianu de Jos, construcție secolul al XV-lea (cu transformări din sec.XVIII), monument istoric.
- Biserica „Sf. Arhangheli” și „Sf. Treime” din Cugir, construcție 1808, monument istoric.
- Rezervațiile naturale: Oul Arșiței, Masa Jidovului, Stânca Grunzii

În județul Hunedoara:
- Biserica de lemn „Sfinții Arhangheli Mihail și Gavriil” din Petroșani, construcție 1790, monument istoric.
- Castre romane și cetăți dacice: Sarmizegetusa Regia (inclusă pe lista patrimoniului cultural mondial al UNESCO), Castrul roman de la Bucium, Castrul roman de la Grădiștea de Munte, Castrul roman de la Comărnicel (1), Castrul roman de la Comărnicel (2), Cetatea dacică Costești-Blidaru, Cetatea dacică Costești-Cetățuie.
- Rezervațiile naturale: Cheile Jiețului, Cheile Taia, Piatra Crinului, Peștera Bolii.

În județul Sibiu:
- Biserica ortodoxă "Cuvioasa Paraschiva" din satul Rășinari, construcție 1725 - 1758, monument istoric.
- Biserica Cuvioasa Paraschiva din Gura Râului, construcție sec. XVIII - XIX, monument istoric.
- Biserica Buna Vestire din Jina, construcție 1795, monument istoric.
- Biserica Sfinții Arhangheli Mihail și Gavriil din Tilișca, construcție 1782, monument istoric.
- Casa Episcopilor - Parohia Ortodoxă Rășinari, construcție secolul al XVIII-lea, monument istoric.
- Biserica Ortodoxă "Sfânta Treime" din Rășinari, construcție secolul al XIX-lea.
- Mormântul mitropolitului Andrei Șaguna de la Rășinari.
- Edicul "Osuar" cu pictură pe pânză din satul Jina, construcție 1827, monument istoric.
- Casa memorială a poetului Octavian Goga

- Muzeul episcopal - Rășinari
- Muzeul de etnografie - Rășinari

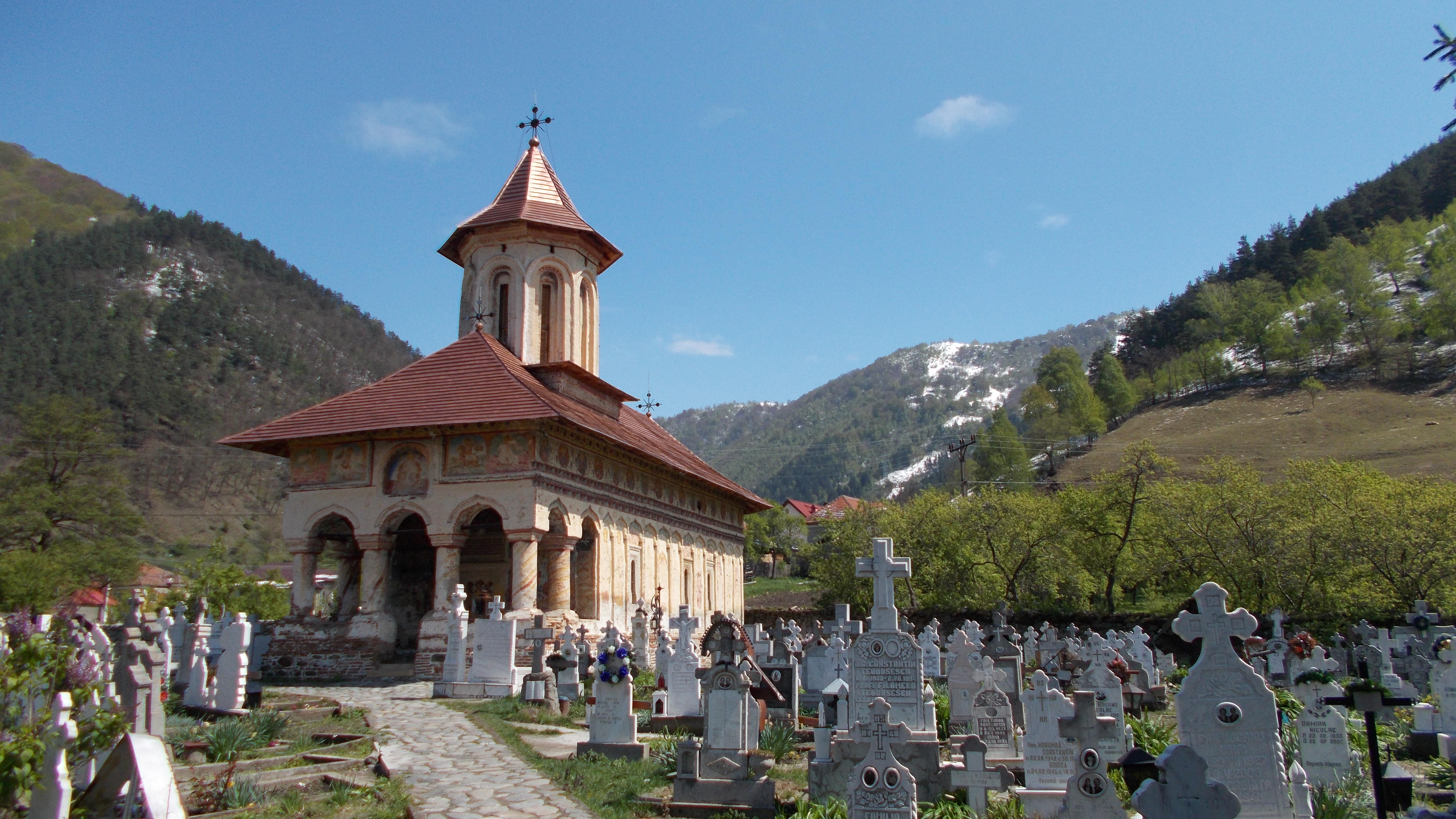
Biserica ”Sf. Nicolae” din Câinenii Mici

- Situl arheologic de la Tilișca (Hallstatt, Latène, Cultura geto - dacică, Epoca bronzului).
- Ariile protejate: Iezărele Cindrelului, La Grumaji, Masa Jidovului și Pintenii din Coasta Jinei.

În județul Vâlcea:
- Biserica de lemn "Intrarea în Biserică" din Brezoi, construcție 1789, monument istoric.
- Biserica "Sf. Nicolae" din Câinenii Mari, construcție 1769, monument istoric.
- Biserica "Sf. Nicolae" din Câinenii Mici, construcție 1733, monument istoric.
- Biserica "Sf. Voievozi" din Câinenii Mici, construcție 1807, monument istoric.
- Rezervațiile naturale: Pădurea Călinești - Brezoi, Pădurea Latorița, Căldarea Gâlcescu, Jnepenișul Stricatul, Cristești, Sterpu-Dealul Negru, Miru-Bora.